# Straky (Zabrušany)
Straky je malá vesnice, část obce Zabrušany v okrese Teplice. Nachází se asi 1,5 km na severovýchod od Zabrušan. V roce 2011 zde trvale žilo 108 obyvatel.
Straky leží v katastrálním území Všechlapy u Zabrušan o výměře 4,61 km².

## Historie
První písemná zmínka pochází z roku 1390.

## Obyvatelstvo
Při sčítání lidu v roce 1921 zde žilo 204 obyvatel (z toho 104 mužů), z nichž bylo 35 Čechoslováků, 166 Němců a tři cizinci. Až na 21 lidí bez vyznání se hlásili k římskokatolické církvi. Podle sčítání lidu z roku 1930 měla vesnice 221 obyvatel: dvacet Čechoslováků, 197 Němců a čtyři cizince. Stále převažovala římskokatolická většina, ale čtrnáct lidí bylo bez vyznání a jeden člověk patřil k některé z neuváděných církví.
|                                                                    | 1869 | 1880 | 1890 | 1900 | 1910 | 1921 | 1930 | 1950 | 1961 | 1970 | 1980 | 1991 | 2001 | 2011 |
| ------------------------------------------------------------------ | ---- | ---- | ---- | ---- | ---- | ---- | ---- | ---- | ---- | ---- | ---- | ---- | ---- | ---- |
| Obyvatelé                                                          | 97   | 106  | 151  | 218  | 205  | 204  | 221  | 130  | 147  | 112  | 86   | 82   | 99   | 108  |
| Domy                                                               | 16   | 16   | 20   | 23   | 29   | 30   | 33   | 35   | .    | 29   | 25   | 30   | 32   | 40   |
| Počet domů z roku 1961 je zahrnut v domech místní části Zabrušany. |      |      |      |      |      |      |      |      |      |      |      |      |      |      |

## Galerie

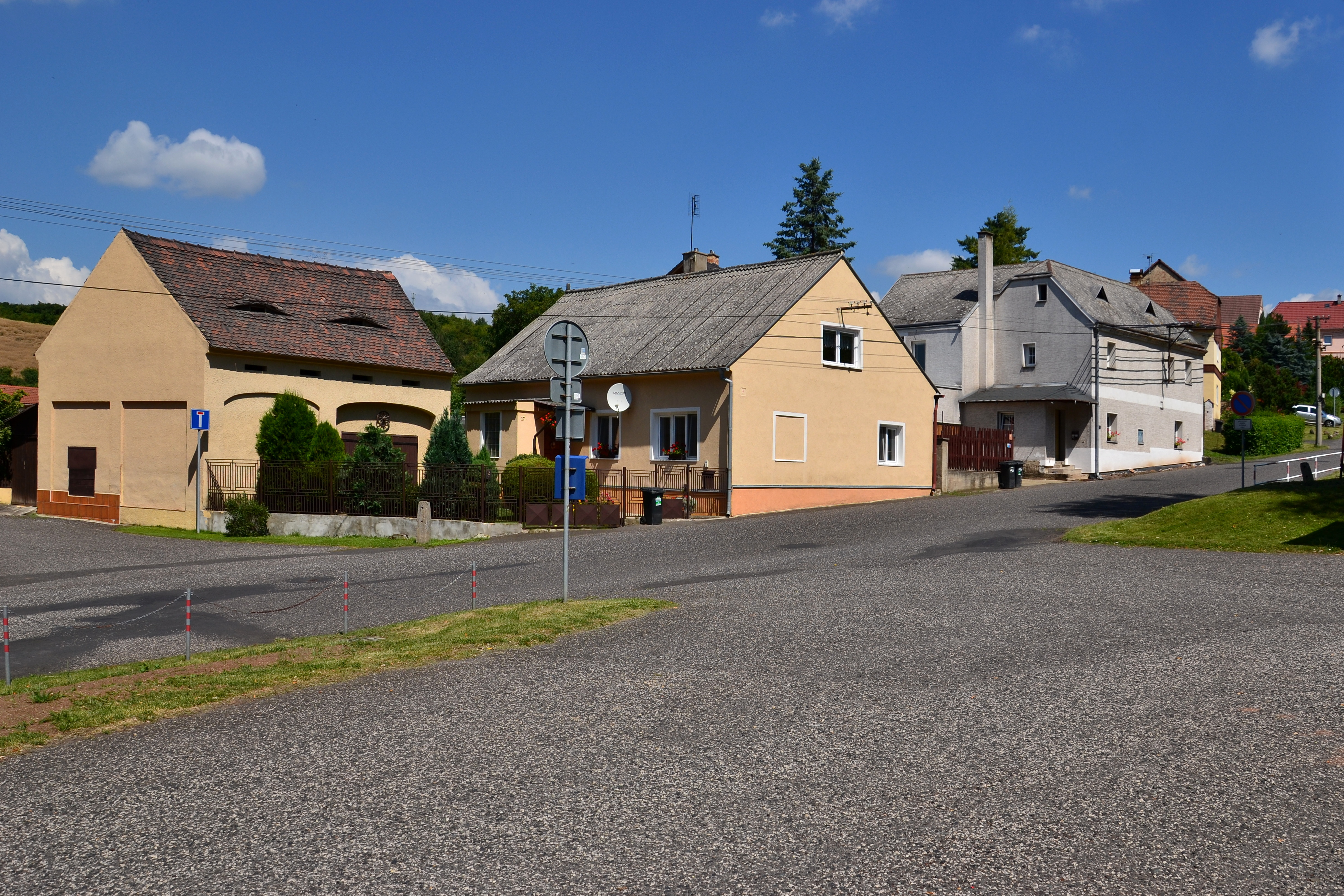
Náves
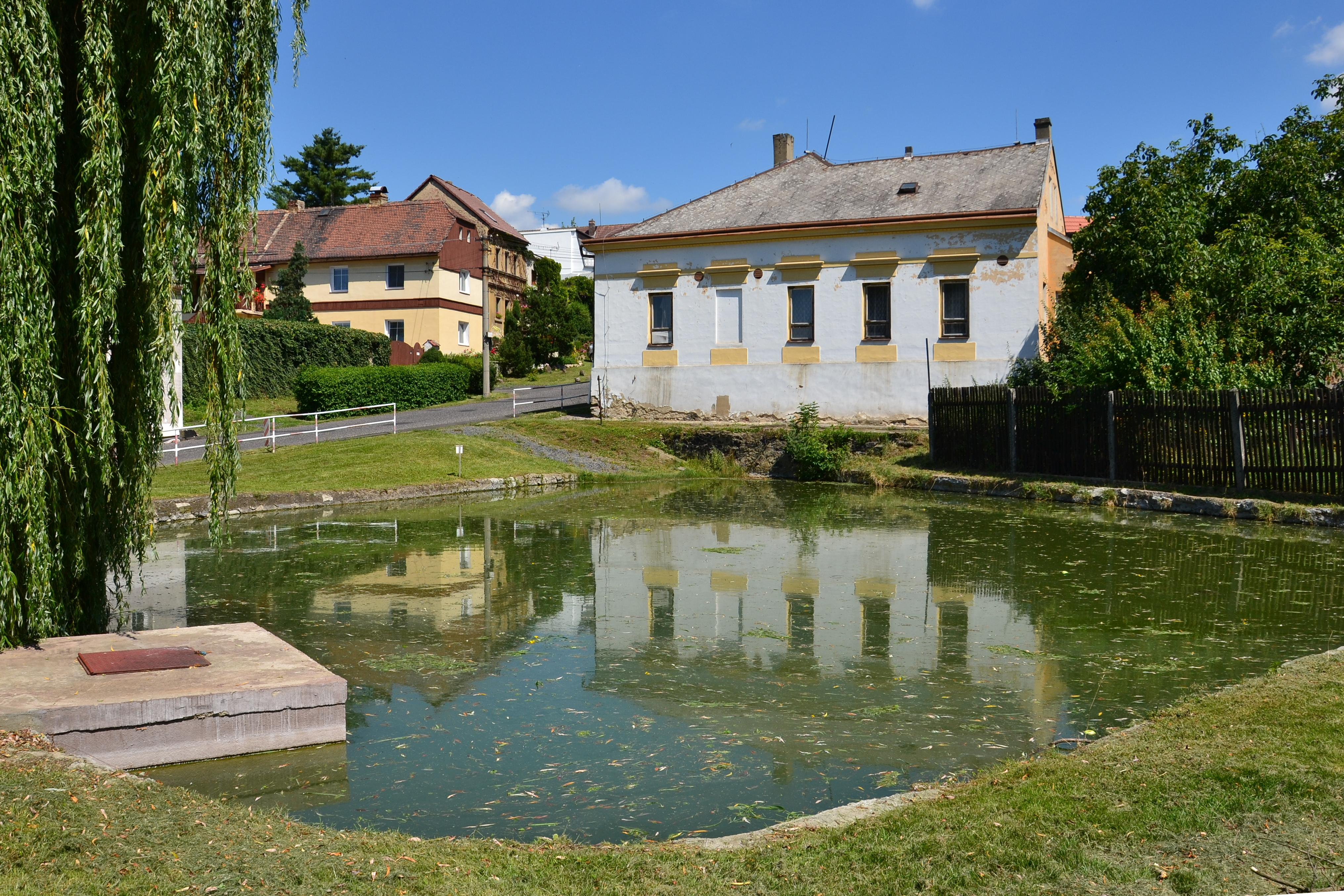
Vodní nádrž u návsi
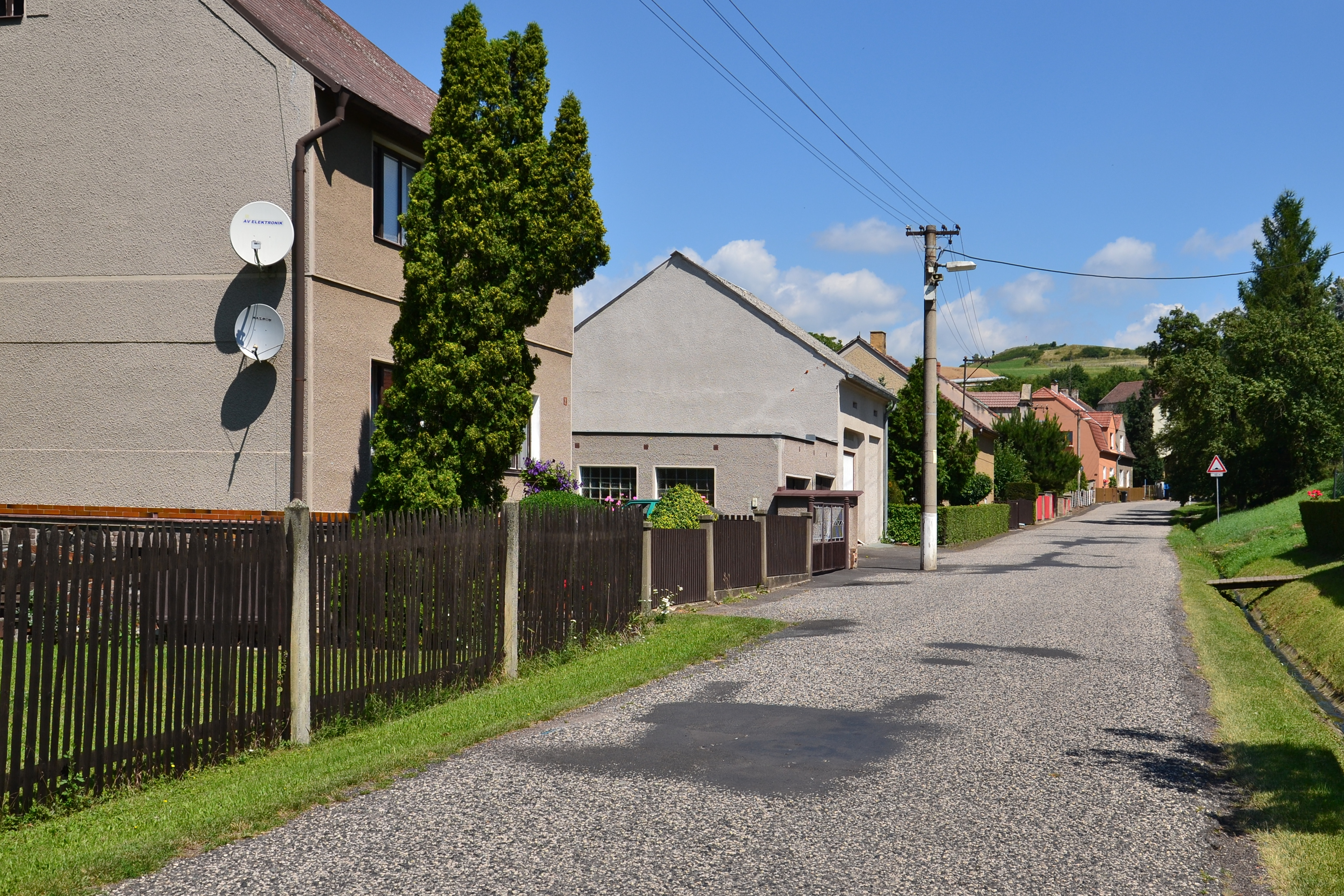
Dolní část vesnice